# Junior Dina Ebimbe
Éric Junior Dina Ebimbe (ur. 21 listopada 2000 w Stains) – francuski piłkarz kameruńskiego pochodzenia występujący na pozycji pomocnika w niemieckim klubie Eintracht Frankfurt. Wychowanek AAS Sarcelles, w trakcie swojej kariery grał także w takich zespołach, jak Le Havre oraz Dijon. Młodzieżowy reprezentant Francji.